# Цимпаков Всеволод Олександрович
Всеволод Олександрович Цимпако́в (нар. 10 грудня 1903, Одеса — пом. 10 жовтня 1968, Одеса) — український радянський живописець.

## Біографія
Народився 27 листопада [10 грудня] 1903 року в Одесі. 1915 року вступив до Одеського художнього училища, де протягом одного року виконав п'ятирічну програму навчання. У 1917—1921 роках навчався у Вільних художніх майстернях у Т. Дворникова та К. Костанді. 1927 року закінчив Одеський художній інститут (майстерня П. Волокидіна). З 1921 року брав участь у виставках викладачів Одеського художнього інституту, Товариства імені К. Костанді та інших.
Під час Другої світової війни знаходився в окупованій Одесі, за що отримав заслання. Після заслання знов повернувся до Одеси. Помер в Одесі 10 жовтня 1968 року.

## Твори
- «Дівчина у хаті-читальні» (1932);
- «Розповідь Ілліча» (1934);
- «Портрет школярки» (1939, сангіна, Третьяковська галерея);
- «Портрет композитора К. Данькевича» (1946, Донецький художній музей);
- «Портрет студента з Судану» (1957, пастель);
- «Портрет художника І. Їжакевича» (1961, пастель);
- «Портрет Є. Рагозіна — кулеметника С. Будьонного» (1967, пастель).